# マルコルギス・ハーン
マルコルギス・ウケクト・ハーン（モンゴル語: Махагүргис Үхэгт хаан、1448年 - 1465年）は、モンゴル帝国の第30代（北元としては第16代）ハーン。漢語資料では馬児苦児吉思、麻馬児可児吉思、麻児可児、馬可古児吉思、馬古可児吉思と表記される。「マルコルギス(Markörgis)」は「聖ゲオルギオス」のシリア語名であり、キリスト教との関連性を指摘する意見もある。

## 生涯
1448年、タイスン・ハーン（トクトア・ブハ）とオイラトの族長エセン・タイシの姉（小ハトン・サムル太后）との間に生まれる。
初め、エセン・タイシは自分の甥であるマルコルギスを太子にしようとしていたが、タイスン・ハーンが別の妻が生んだ子を立てようとしたので、エセン・タイシはこれに文句を言った。するとタイスン・ハーンは兵を率いてエセン・タイシに攻めかかったが逆に敗れてしまう。タイスン・ハーンは姻戚のウリャンカイ部に逃れるが、シャブダン（沙不丹）という者によって殺された（1451年）。
タイスン・ハーンを滅ぼしたエセン・タイシは北元の皇族を皆殺しにし、オイラト人を母に持つ者だけを助命した。そのため、マルコルギスは難を逃れることができた。1453年、エセン・タイシは「チンギス統原理」を無視してハーンの位に登り、「大元天聖大ハーン」と称した。しかし、その支配は長くは続かず、翌1454年にアラク・テムル（阿剌知院）の叛乱によって敗れ、逃走中に殺された。
1455年、ボライ（孛来）らモンゴルの部族長たちによって、マルコルギスは8歳でハーンに擁立され、ウケクト・ハーンと名付けられた。幼少で即位したために明は彼を「小王子」と呼び、以降中国で「小王子」は幼年で即位したハーンを指す称号として用いられる。即位後の彼に実権は無く、族長たちの傀儡にすぎなかった。
マルコルギス・ウケクト・ハーンの在位中はボライが明朝とのやり取りをし、侵入・略奪もおこなうなど、勝手な振る舞いをしていたため、マルコルギスとボライは敵対していた。
1465年、マルコルギス・ウケクト・ハーンはボライによって殺害された。ボライはまもなくオンリュートのモーリハイ（毛里孩 Maγoliqai、ムラハイ王 Mulaqai ong）によって殺され、モーリハイがモーラン(Molan)をハーンとした。